# هسلل غرين (تشيشير)
هسلل غرين (بالإنجليزية: Hassall Green)‏ هي قرية تقع في المملكة المتحدة في شمال غرب إنجلترا.